# Raczki (gmina)
Raczki est une gmina rurale du powiat de Suwałki, Podlachie, dans le nord-est de la Pologne. Son siège est le village de Raczki, qui se situe environ 15 km au sud-ouest de Suwałki et 100 km au nord de la capitale régionale Białystok.
La gmina couvre une superficie de 142,25 km2 pour une population de 6 137 habitants.

## Géographie
La gmina inclut les villages de Bakaniuk, Bolesty, Chodźki, Dowspuda, Franciszkowo, Jankielówka, Jaśki, Józefowo, Koniecbór, Korytki, Krukówek, Kurianki Drugie, Kurianki Pierwsze, Lipówka, Lipowo, Ludwinowo, Małe Raczki, Moczydły, Planta, Podwysokie, Rabalina, Raczki, Rudniki, Sidory, Słoboda, Stoki, Sucha Wieś, Szczodruchy, Szkocja, Wasilówka, Wierciochy, Witówka, Wronowo, Wysokie, Ziółkowo et Żubrynek.
La gmina borde les gminy de Augustów, Bakałarzewo, Kalinowo, Nowinka, Suwałki et Wieliczki.